# Drombus ocyurus
Drombus ocyurus är en fiskart som först beskrevs av Jordan och Seale, 1907.  Drombus ocyurus ingår i släktet Drombus och familjen smörbultsfiskar. Inga underarter finns listade i Catalogue of Life.